# زیردریایی یو-۴۳۵
زیردریایی یو-۴۳۵ (به انگلیسی: German submarine U-435) یک زیردریایی بود که طول آن ۶۷٫۱ متر (۲۲۰ فوت ۲ اینچ) بود. این زیردریایی در سال ۱۹۴۱ ساخته شد.